# Mancha La Calavera
Koordinaten: 64° 18′ S, 62° 56′ W
Die Mancha La Calavera (von spanisch calavera ‚Schädel‘) ist ein kleines Areal auf der Etainsel in der zum Palmer-Archipel gehörenden Gruppe der Melchior-Inseln westlich der Antarktischen Halbinsel.
Argentinische Wissenschaftler benannten es.